# Levon Aronján
Levon Aronján (örményül Լևոն Արոնյան) (Jereván, 1982. október 6. –) örmény sakkozó, nagymester, háromszoros olimpiai bajnok, csapatban világbajnok, kétszeres világkupa-győztes, világbajnokjelölt, ifjúsági és junior világbajnok, rapid- és villámsakk világbajnok.
A 2012. májusi 2825-ös, valamint a 2014. márciusi 2830-as FIDE Élő-pontja alapján akkor a világ valaha volt 3. legmagasabb pontszáma volt az övé, amely pontszám 2021. márciusban is a világ valaha volt 4. legmagasabb pontszáma.
Első nagy sakksikerét 1994-ben érte el, amikor a 12 éven aluliak világbajnokságán Szegeden 9-ből 8 pontot szerezve győzött, megelőzve olyan tehetségeket, mint Étienne Bacrot, Ruszlan Ponomarjov, Francisco Vallejo Pons és Alekszandr Griscsuk.
2002-ben Goában az U20 korosztályban junior sakkvilágbajnok lett, a magyar Ács Péter "trónját" elfoglalva és 13-ból 10 pontot szerezve többek közt Luke McShane, Szurja Ganguli, Artyom Tyimofejev, Pu Hsziang-cse és Pendjála Harikrisna előtt.
2021. márciusban a Nemzetközi Sakkszövetség hivatalos világranglistáján 2781 ponttal az 5. helyen állt. Eddigi legmagasabb pontszáma a 2014. márciusban elért 2830, legjobb világranglista-helyezése a 2. hely, amelyet először 2012. januárban ért el.
2021 februárjában bejelentette, hogy a továbbiakban amerikai színekben játszik.